# Centrale de L'Isle-Maligne
La centrale de L'Isle-Maligne est un barrage hydroélectrique sur La Grande Décharge, principal émissaire du lac Saint-Jean, située à Alma, au Québec. Entre en service en 1926, elle dispose d'une puissance installée de 448 MW. Il s'agit de l'une des six installations hydroélectriques qui alimentent les installations de production d'aluminium primaire de Rio Tinto Alcan dans la région du Saguenay–Lac-Saint-Jean. 

## Caractéristiques

### Barrage
Le barrage de L'Isle-Maligne est un barrage-poids en béton, long de 540 m et haut de 44,2 m.

### Lac de retenue
Le barrage a surélevé le niveau du lac Saint-Jean, portant sa superficie à 1 053 km2 et son volume à 5,42 km3.

### Installations hydroélectriques
La puissance installée de la centrale s'élève à 448 MW. Elle exploite une hauteur de chute de 33,5 m, pour un débit turbinable de 1 525 m3/s. Sa production électrique permet, avec celle d'autres centrales de la région, de produire plus d'un million de tonnes d’aluminium par an[réf. nécessaire].

## Historique

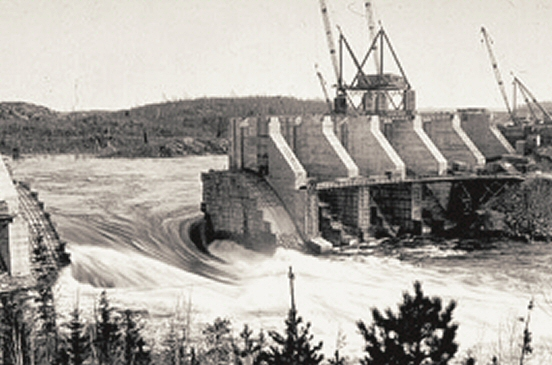
Construction de la centrale en 1924.

Sa construction a commencé en 1923 et se termine en 1925. Après deux ans de travaux, c’est la fête ! Sous les applaudissements de la foule, une énorme turbine vient de produire ses premiers kilowatts. Au mois de mai, on installe sept autres turbines et, à la fin de l’année 1925, la centrale de L’Isle-Maligne devient la plus puissante usine d’électricité du monde. Elle produira 402 mégawatts d’électricité, un record que battra la centrale de Shipshaw, qui entrera en service pendant la Deuxième Guerre mondiale. 
Depuis la centrale, on va tirer une ligne à haute tension jusqu’à l’usine d’aluminium d’Arvida, près de Chicoutimi, et une autre vers Québec, pour mieux éclairer la ville. 
Cette première fait suite à la décision prise par le ministère des Terres et Forêts en 1922 de concéder un territoire important à la Quebec Development de Duke-Price dans le but d'installer un barrage électrique au Saguenay-Lac-Saint-Jean. 
L'énergie de la centrale servira à alimenter la nouvelle usine de pâtes et papier Price située à Riverbend, près d'Alma. Le surplus sera utilisé par l'Alcan d'Arthur Vining Davis à laquelle la Price s'associera. À la suite de la réorganisation à la Duke-Price, en 1935, c'est la Saguenay Power qui exploitera le barrage d'Isle-Maligne. La Centrale de l’Isle-Maligne appartient depuis 2007 à Rio Tinto Alcan (fusion de Rio Tinto et Alcan). 
En 2020, Rio Tinto annonce le remplacement des 20 vannes papillon de la centrale à partir d'avril 2021, pour un coût de 160 millions de dollars canadiens. Les vannes remplacées, presque centenaires, datent de l'origine de l'infrastructure en 1926. En mars 2021, la compagnie annonce qu'elle ajoute 92 millions de dollars supplémentaires pour ce projet.

## Inscription au registre du patrimoine culturel
Le 13 février 2023, le conseil de ville de la ville d'Alma à déposé un avis de motion visant à faire de la construction de la de la centrale hydroélectrique de L'Isle-Maligne un évènement historique. Le règlement fut adopté le 15 mai 2023 et l'évènement est maintenant inscrit au registre du patrimoine culturel du Québec en raison de «[...] l'immensité et l'audace du chantier pour l'époque, ainsi que dans son impact qu'il a eu sur la communauté régionale.»